# Adrion Pajaziti
Adrion Pajaziti (London, 16. studenog 2002.) albansko-kosvoski je nogometaš koji igra kao vezni igrač za klub Hajduk Split. Rođen u Engleskoj, bivši je mladi reprezentativac Kosova, a sada igra za Albaniju.

## Klupska karijera
Pajaziti je s dvanaest godina počeo igrati nogomet u akademiji Fulhama. Debitirao je za momčad do 18 godina 6. listopada 2018. u dobi od samo 15 godina, ušavši kao zamjena u 81. minuti.
Pajaziti je potpisao stipendijski ugovor s klubom 1. srpnja 2019. i imenovan je kapetanom momčadi do 18 godina na početku sezone 2020./21. Dana 28. listopada 2020. potpisao je svoj prvi profesionalni ugovor s Fulhamom, ostavši u klubu do ljeta 2022. Njegov debi u prvoj momčadi bio je 24. kolovoza 2021. u gostima u Liga kupu kod Birmingham Cityja u pobjedi od 2:0, u kojoj je bio starter i odigrao cijelu utakmicu. To je bila njegova jedina utakmica za Fulham.
Pajaziti je krajem veljače 2023. otišao na posudbu u norveški Haugesund. Dobio je dres s brojem 10, a posudba je uključivala opciju otkupa. U srpnju 2024. posuđen je Gorici u hrvatskom prvenstvu. Odigrao je 23 utakmice i postigao 3 gola. Od srpnja 2025. igrač je Hajduka.

## Reprezentacija
Dana 8. listopada 2019. Pajaziti je dobio poziv iz Albanije do 19 godina za prijateljsku utakmicu protiv Poljske, te je debitirao nakon što je ušao kao zamjena. Planirano je da bude pozvan u reprezentaciju do 21 godine u ožujku 2021. za trening kamp koji se održavao od 22. do 30. ožujka 2021. i za neslužbene prijateljske utakmice, ali se nije mogao pridružiti momčadi zbog putnih ograničenja povezanih s COVID-19.
Dana 15. ožujka 2021., Pajaziti je dobio poziv od reprezentacije Kosova do 21 godine za prijateljske utakmice, ali se nije mogao pridružiti reprezentaciji zbog putnih ograničenja povezanih s COVID-19. Dana 17. ožujka 2021. ponovno je dobio poziv od reprezentacije Kosova do 21 godine za kvalifikacijsku utakmicu za Europsko prvenstvo UEFA-e do 21 godine 2023. protiv Andore, ali je u toj utakmici bio neiskorištena zamjena. Njegov debi za reprezentaciju Kosova do 21 godine dogodio se 7. rujna 2021. u kvalifikacijskoj utakmici za Europsko prvenstvo do 21 godine protiv Engleske nakon što je bio u početnoj postavi.
Dana 17. rujna 2022., Pajaziti je dobio poziv od reprezentacije Albanije do 20 godina za prijateljske utakmice protiv Sjeverne Makedonije i Hrvatske. Njegov debi za Albanija do 20 godina dogodio se šest dana kasnije u prijateljskoj utakmici protiv Sjeverne Makedonije nakon što je bio u početnoj postavi i postigao jedini gol svoje momčadi tijekom poraza od 1:3 u gostima. Zaigrao je za reprezentaciju Albanije 2025. godine. 